# Joel Kim Booster
Pour les articles homonymes, voir Booster.
Joel Kim Booster est un acteur, humoriste, scénariste et producteur américain, né le 29 février 1988 à Jeju (Corée du Sud).

## Biographie

### Jeunesse et formations
Kim Joon-min naît le 29 février 1988 sur l'île de Jeju, en Corée du Sud. Il est adopté par un couple américain alors qu'il est bébé. Il a un grand frère et une grande sœur. Il est élevé à Plainfield, dans l'Illinois, dans une « famille chrétienne conservatrice, blanche et évangélique ».
Jeune, il est scolarisé à la maison et étudie l'art dramatique à l'université de Millikin (en) à Decatur (Illinois).

### Vie privée
Joel Kim est ouvertement gay, et parle souvent de sa sexualité dans son stand-up. Il déclare qu'il savait qu'il était gay avant de savoir qu'il était asiatique.
Le 21 juillet 2020, il partage publiquement, sur Twitter, qu'on lui a diagnostiqué un trouble bipolaire.

## Filmographie

### En tant qu'acteur

#### Cinéma

##### Longs métrages
- 2018 : Mariage à Long Island (The Week Of) de Robert Smigel : un stewart
- 2018 : Viper Club de Maryam Keshavarz : Robbie
- 2022 : Unplugging de Debra Neil-Fisher : Phil
- 2022 : Fire Island d'Andrew Ahn : Noah
- 2025 : KPop Demon Hunters de Maggie Kang et Chris Appelhans : le présentateur (voix originale)

##### Court métrage
- 2015 : Pillows d'Ann Carr : Adam

#### Télévision

##### Séries télévisées
- 2013–2014 : Kam Kardashian : Joel (3 épisodes)
- 2013–2014 : Funemployed : Charlie (6 épisodes)
- 2016 : The Outs : Greg (saison 2, épisode 4 : Now That You Are Mine)
- 2019 : Franchesca and Show : Eric (mini-série ; saison 1, épisode 2 : Trapped: A Real Life Nightmare)
- 2019 : Sunnyside : Jun Ho (11 épisodes)
- 2019–2020 : Shrill : Tony (3 épisodes)
- 2020 : Search Party : Peter (2 épisodes)
- 2021 : iCarly : Alexavier (saison 1, épisode 6 : iM Cursed)
- 2021 : Larry et son nombril (Curb Your Enthusiasm) (saison 11, épisode 3 : The Mini Bar)
- 2022 : Loot : Nicholas (12 épisodes)

##### Séries d'animation
- 2019 : You're Not a Monster : le fantôme de l'Opéra (voix ; saison 1, épisode 8 : Half Over It)
- 2019 : BoJack Horseman : l'ex petit-ami de Maude (voix ; saison 6, épisode 7 : The Face of Depression)
- 2019–2021 : Big Mouth : Charles Lu (voix ; 5 épisodes)
- 2021 : Bob's Burgers : Dane, le coach de vie (voix ; saison 12, épisode 3 : The Pumpkinening)
- 2021 : Santa Inc. : Jingle Jim (voix ; 8 épisodes)
- 2022 : American Dad! : Geric (voix ; saison 17, épisode 1 : Langley Dollar Listings)

### En tant que producteur

#### Cinéma
Longs métrages
- 2022 : Fire Island d'Andrew Ahn (producteur déléguée)
- 2022 : Joel Kim Booster: Psychosexual de Doron Max Hagay (producteur déléguée)

#### Télévision
Séries télévisées
- 2019–2021 : Big Mouth (21 épisodes ; producteur consultant)
- 2019 : The Other Two (9 épisodes ; coproducteur)

prochainement
- n/a : Trip